# Darijus Beinoravičius
Darijus Beinoravičius (* 7. November 1974 in Pakruojis, Litauische SSR) ist ein litauischer Jurist, Rechtsphilosoph, Professor der Mykolas-Romer-Universität, Leiter des Lehrstuhls für Rechtsphilosophie und Rechtsgeschichte.

## Leben
Nach dem Abitur 1993 (Abschluss mit der Silbermedaille) absolvierte Darijus Beinoravičius 1999 das Studium der Rechtswissenschaften an der Rechtsfakultät der Universität Vilnius sowie das Promotionsstudium von 1999 bis 2003 an der Rechtsuniversität von Litauen. Am 3. April 2003 promovierte er zum Thema Verhältnis des Rechts zu Gesetz („Teisės ir įstatymo santykis“) und wurde Doktor der Sozialwissenschaften.
Von 1997 bis 1999 arbeitete Beinoravičius als Spezialist in der Abteilung für Kriminologie am Forschungsinstitut für Recht (Teisės institutas), von 1999 bis 2000 als Assistent des litauischen Ombudsmens Seimas und von 2003 bis 2004 als Rechtsberater des litauischen Präsidenten. Von 1999 bis 2005 war er Lektor an der Rechtsuniversität von Litauen, von 2005 bis 2010 Dozent. Er war Leiter des Lehrstuhls für Rechtsphilosophie und Rechtsgeschichte. 2017 nahm er als Kandidat zum Leiter der Datenschutzinstitution an einer Ausschreibung teil.
Beinoravičius spricht Russisch, Französisch und Englisch.

## Werke
- Verhältnis des Rechts zu Gesetz // Teisės ir įstatymo santykis.